# Normenausschuss Akustik, Lärmminderung und Schwingungstechnik
Der DIN/VDI-Normenausschuss Akustik, Lärmminderung und Schwingungstechnik (NALS) ist ein Organ des DIN und eine Fachgesellschaft des Vereins Deutscher Ingenieure (VDI). Er wurde im Juli 1990 von DIN und VDI gegründet und ist verantwortlich für die nationale Normung und Regelsetzung in den Arbeits- und Wissensgebieten Akustik, Lärmminderung und Schwingungstechnik, soweit nicht hinsichtlich der Standardisierungsarbeit mit anderen DIN-Normenausschüssen oder anderen Fachgesellschaften des VDI abweichende Regelungen bestehen. Der NALS ist auf deutscher Seite auch für die Mitarbeit bei der europäischen und internationalen Normung in diesen Themengebieten zuständig.

## Arbeitsgebiete
Zu den Arbeitsgebieten des NALS gehören die Themenbereiche Ultraschall, Elektroakustik, Aufzeichnungstechnik und Bauakustik. Dort arbeitet er sowohl mit anderen DIN-Normenausschüssen sowie der Deutschen Kommission Elektrotechnik Elektronik Informationstechnik als auch, wie z. B. im Bereich Schwingungstechnik, mit Fachgesellschaften des VDI zusammen. Die Normen und Richtlinien des NALS enthalten sowohl einheitliche Mess- und Beurteilungsverfahren als auch eine Darstellung des Standes der Technik.
In den von ihm betreuten Arbeits- und Wissensgebieten im Bereich Umwelt- und Arbeitsschutz ist der NALS zuständig für die Erstellung von DIN-Normen, VDI-Richtlinien und DIN SPECs und setzt sich für die praktische Umsetzung dieser Regelwerke in den davon betroffenen Lebensbereichen ein. Damit leistet er seinen Anteil bei der Unterstützung der Deutschen Normungsstrategie.
Der NALS ist Herausgeber des VDI-Handbuchs Lärmminderung.

## Geschichte
1924 bildete sich beim VDI ein Ausschuss für mechanische Schwingungen. Aus diesem entstand 1956 die VDI-Fachgruppe „Schwingungstechnik“. Eine Untergruppierung dieser Fachgruppe war die „Technische Lärmabwehr“. Angeregt und unterstützt vom Bundesministerium für Arbeit und Soziales bildete der VDI 1965 daraus die „VDI-Kommission Lärmminderung“. Diese ging im Juli 1990 in der Gemeinschaftseinrichtung von DIN und VDI auf.
In Erinnerung an den ersten Vorsitzenden des NALS vergibt dieser seit 1998 die Rudolf-Martin-Ehrenurkunde für außergewöhnliche Verdienste um die Normung.